# Chloraea volkmannii
Chloraea volkmannii és una planta herbàcia originària de Xile i d'Argentina de la família de les orquidàcies.

## Descripció

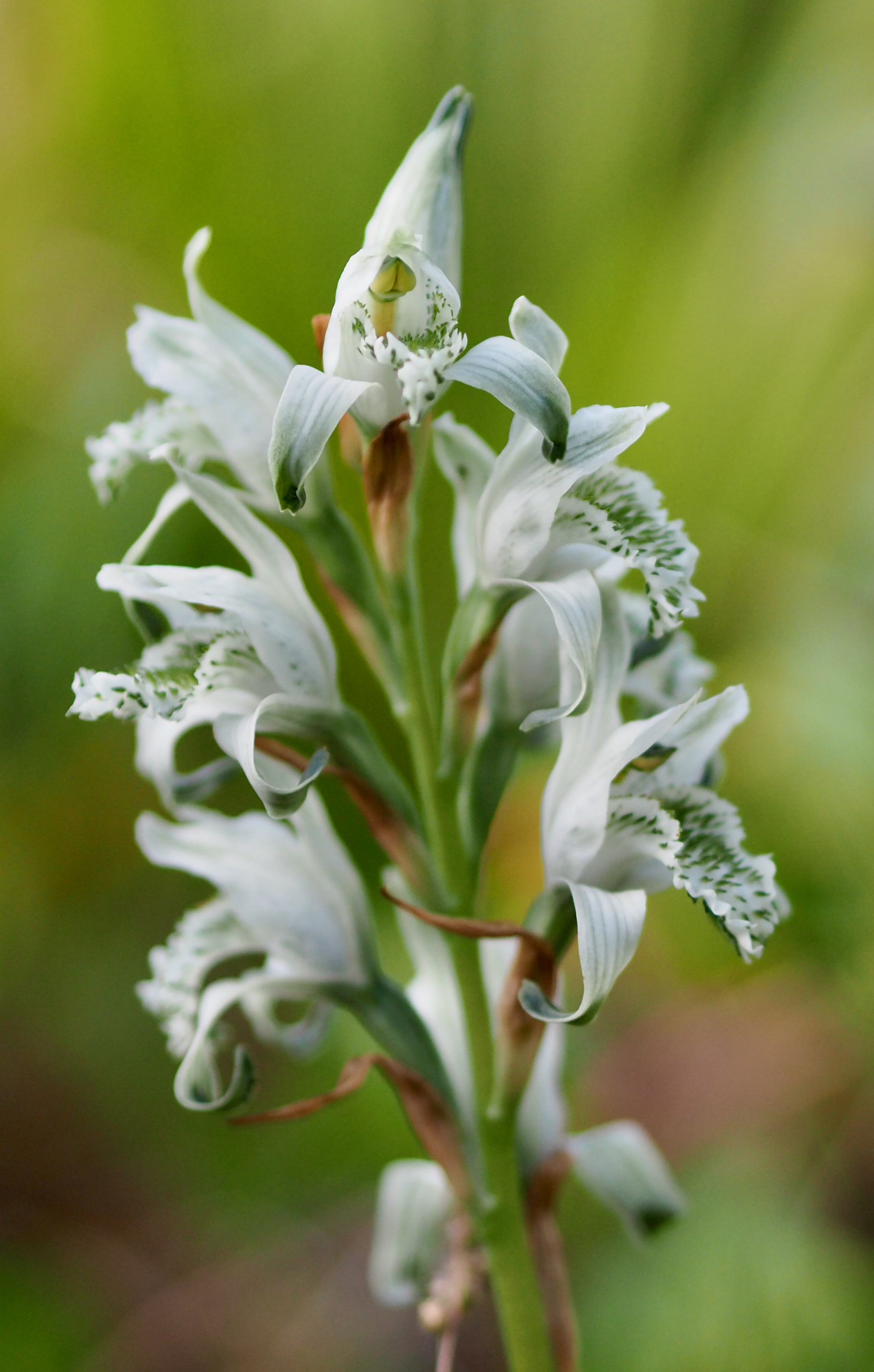
Inflorescència de Chloraea volkmanii. Loncoyen, costa del Pacífic de Xile, desembre de 2021.

És una orquídia de mida mitjana que prefereix el clima fred. El seu hàbitat és terrestre. És una planta herbàcia perennifòlia que arriba als 30-50 cm de alçada. Té una tija amb les fulles inferiors oblongolanceolades de 5 a 6 cm de llargada. La inflorescència és en forma d'espiga amb 6-8 flors de color blanco.

## Distribució
Es troba a l'Argentina (Neuquén) i centre i sud de Xile.

## Taxonomia
Chloraea volkmannii va ser descrita per Phil. ex-Kraenzl. i publicat a Orchidacearum Genera et Species 2: 121, a l'any 1904.
Etimologia
Chloraea: nom genèric que ve del grec Chloros = "verd", en al·lusió al color de les seves flors.
volkmannii: epítet